# Gardujaya
Gardujaya is een bestuurslaag in het regentschap Ciamis van de provincie West-Java, Indonesië. Gardujaya telt 3452 inwoners (volkstelling 2010).